# جون رينولدز غاردينر
جون رينولدز غاردينر (بالإنجليزية: John Reynolds Gardiner)‏ (6 ديسمبر 1944، لوس أنجلوس في الولايات المتحدة - 4 مارس 2006، آناهايم في الولايات المتحدة)؛ كاتِب مُتخصِّص في أدب الأطفال وروائي أمريكي. درس في جامعة كاليفورنيا.

## روابط خارجية
- جون رينولدز غاردينر على موقع IMDb (الإنجليزية)
- جون رينولدز غاردينر على موقع ميوزك برينز (الإنجليزية)